# Єва Суссо
Єва Суссо (швед. Eva Susso; 1956, Гетеборг) — шведська дитяча письменниця, журналістка. 

## Біографія
Єва Суссо народилася в Гетеборзі, там і пройшли її дитячі та юначі роки. А період зрілості припав на Стокгольм, адже в 1976 році вона переселилася до столиці Швеції, де пише та виховує трійко дітей.
Єва відома своїми працями в дитячій та підлітковій літературі. Бере участь у низці навчально-виховних програмах від урядових та територіальних структур. 

## Творрчі набутки
Єва Сусо знана авторка дитячої та підліткової літератури. Пише коротку прозу, повчальні твори та цикли підліткових книг:
- «Rita» (1995);
- «Rita i Kudang» (1995);
- «Maddi, Maria och hemligheten» (1998);
- «Mackan och Pumpan lagar mat» (2004);
- «Binta dansar» (2008);
- «Lalo trummar» (2009);

Цикл «Hanna och Leonardo»
- «Kompishjärtat» (1999);
- «Kärleksexprimentet» (2000);
- «Klapp, kram, kyss» (2001);
- «Kafé Moonlight» (2002);
- «Kär i Hanna» (2003);

Цикл «Vivanne»:
- «Vivianne - är du lycklig nu?» (2005);
- «Vivianne - är du kär nu?» (2006);
- «Vivianne - är du vuxen nu?» (2007);

Цикл «Hemligheter och pinsamheter»:
- «Jag såg honom först!» (2008);
- «Vem bryr sig!» (2009);
- «Bara vänner, typ!» (2009);

Цикл «Dansfabriken»:
- «Street» (2010);
- «Funk» (2010);
- «Break» (2011).